# Абель де Пюжоль, Александр Дени
Алекса́ндр Дени́ Абе́ль де Пюжо́ль (фр. Alexandre Denis Abel de Pujol; 30 января 1785, Валансьен — 29 сентября 1861, Париж) — французский живописец исторического жанра.

## Биография

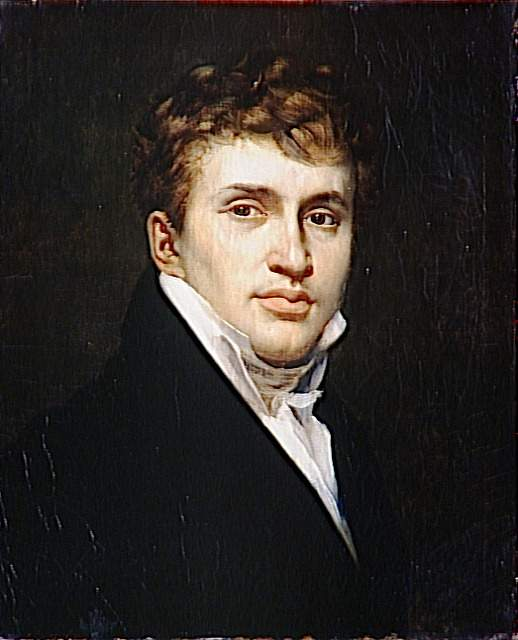
Aвтопортрет. 1812. Холст, масло. Музей изящных искусств, Валансьен

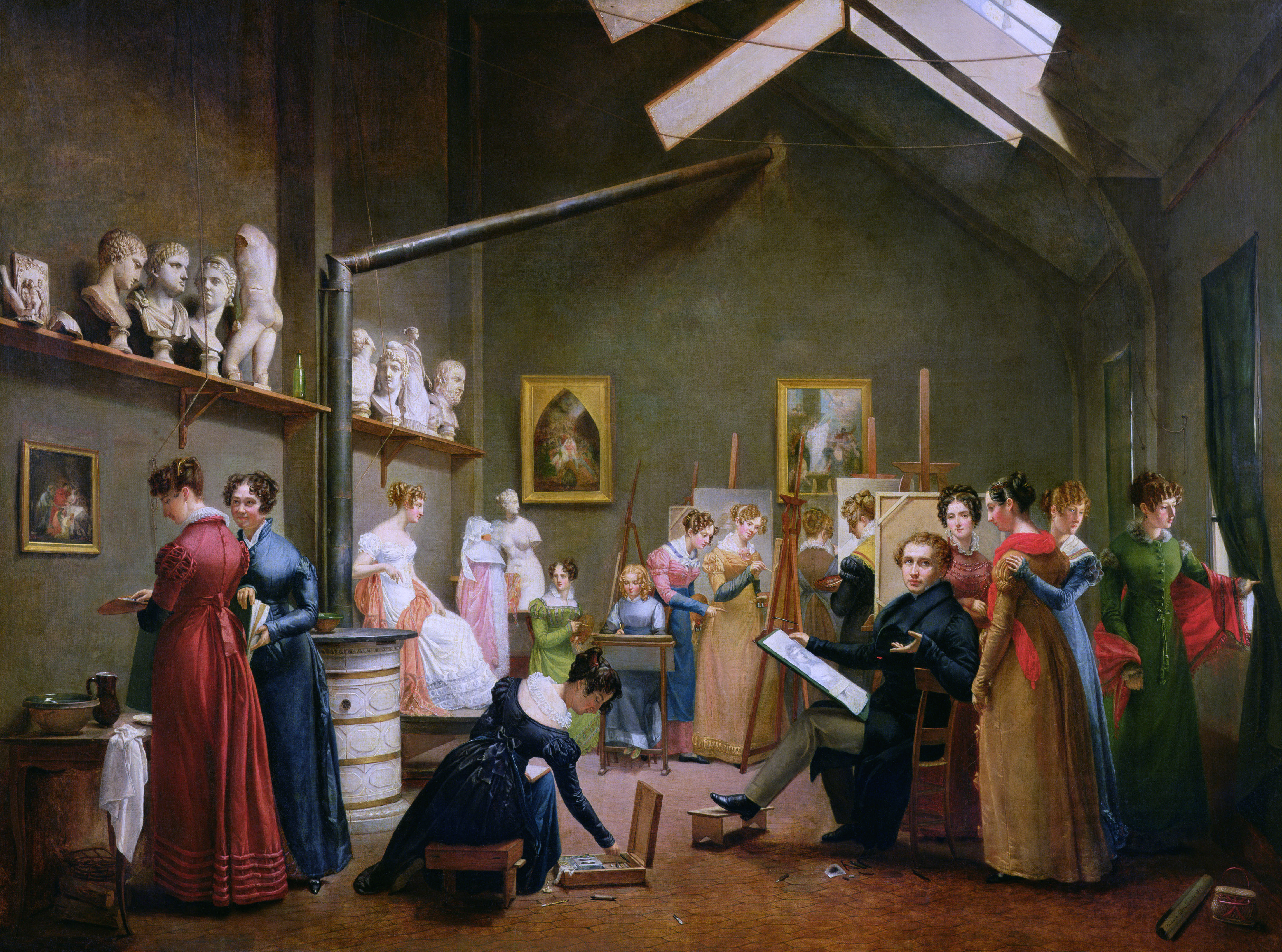
А. Гранпьер-Деверзи. Мастерская Абеля де Пюжоля. 1822. Холст, масло. Музей Мармоттан-Моне

Будущий художник родился в Валансьене и являлся внебрачным сыном аристократа-роялиста Александра-Дени Жозефа Пюжоля де Мортри, барона де Ла Грава (1737—1816), художника-гравёра, портретиста, одного из основателей и ректора в 1782—1790 годах Академии живописи и скульптуры в Валансьене. В юности носил фамилию Абель (Александр Дени Абель), так как отец отказывался признать его своим сыном до того, как молодой художник получил престижную Римскую премию; тогда отец поменял своё мнение и в 1811 году узаконил сына, после чего тот стал именоваться Александр Дени Абель де Пюжоль.
Александр учился живописи в Академии Валансьена, затем в Париже в Школе изящных искусств в мастерской Жака Луи Давида, основным положениям которого оставался верен до конца жизни. Первым учителем Абеля в Академии был Жак-Франсуа Момаль, который оказал значительное влияние на художественные способности юноши.
В 1811 году Александр получил Римскую премию за картину «Ликург представляет лакедемонянам наследника престола». Многие парижские церкви, Версальская картинная галерея, городские музеи в Валансьене, Ренне и Лилле имели в своих коллекциях его работы.
К главным произведениям Александра Пюжоля принадлежат фрески в капелле Святого Роха в церкви Сен-Сюльпис, зале Парижской биржи (Дворца Броньяра), стенная и плафонная роспись парадной лестницы дворца Лувра (уничтоженa в 1856 году) и двадцать две картины в галерее Дианы в замке Фонтенбло.
Член Института Франции, Александр Дени Абель де Пюжоль в 1853 году был произведён в офицеры ордена Почётного легиона.
22 января 1814 года Александр Дени женился на Мари-Клодин Легран, которая родила ему четырёх сыновей:
- Адольф;
- Гюстав, художник, работал в Алжире;
- Александр, известный как Абель де Пюжоль-сын, живописец исторического жанра, учитель рисования в лицее Ла-Рошели, кавалер ордена Почётного легиона;
- Рафаэль, заместитель руководителя управления Министерства изящных искусств.

2 апреля 1856 года он женился во второй раз на Адриенне Гранпьер-Деверзи, одной из своих учениц, которой мы обязаны несколькими видами мастерских Абеля де Пюжоля в 1822 году (музей Мармоттан-Моне) и 1836 году (Музей изящных искусств, Валансьен).
Абель де Пюжоль скончался в Валансьене, похоронен на кладбище Сен-Рош.
Среди его известных учеников были Александр-Габриэль Декан и Гюстав Ашиль Гийоме.

## Галерея

Переносной полевой алтарь Карла X. Проект. Между 1824 и 1830. Бумага, карандаш, акварель. Музей искусств, Кливленд, Огайо, США
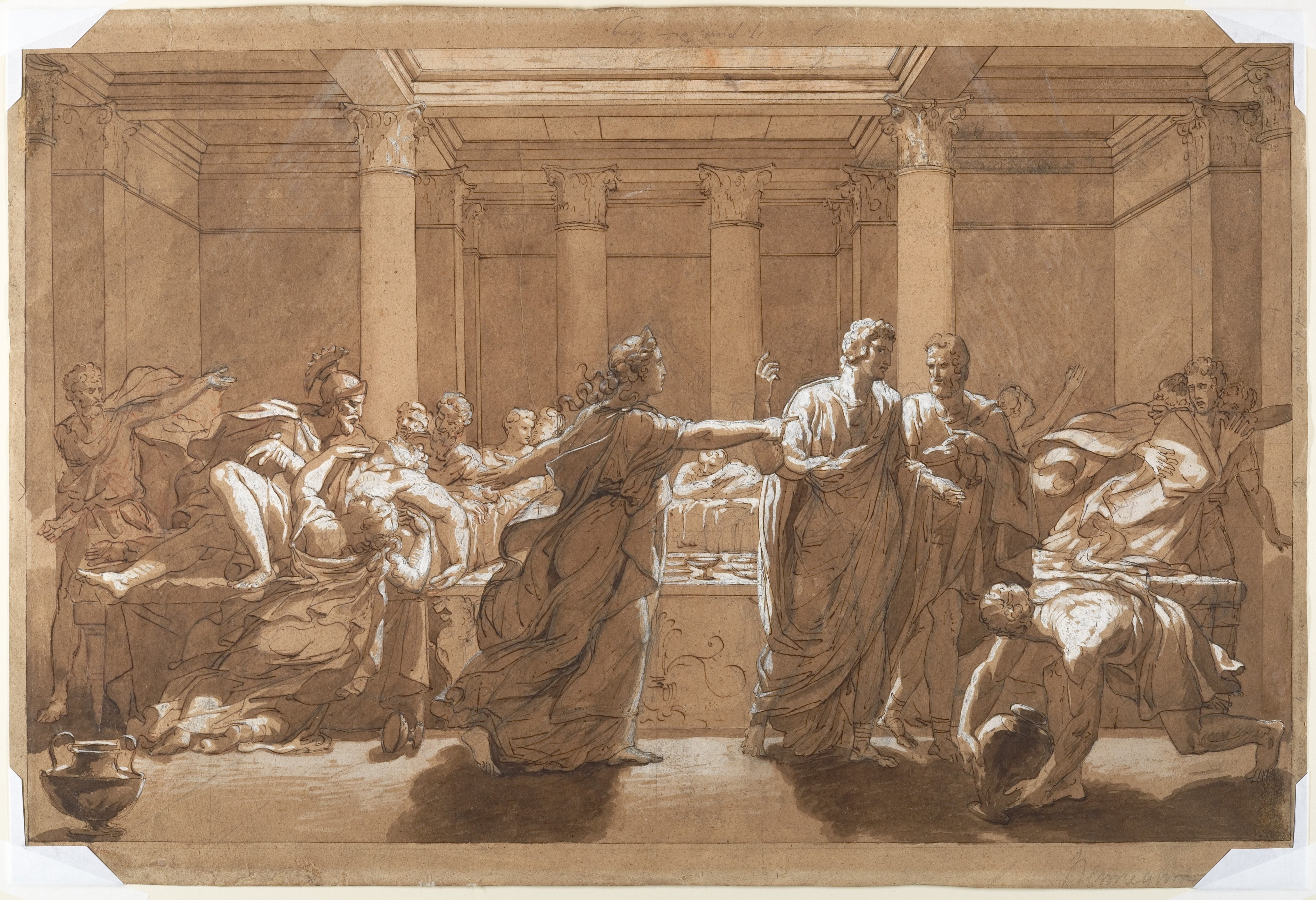
Смерть Британника. Между 1800 и 1861. Бумага, сепия, тушь, перо, кисть, белила. Метрополитен-музей, Нью-Йорк
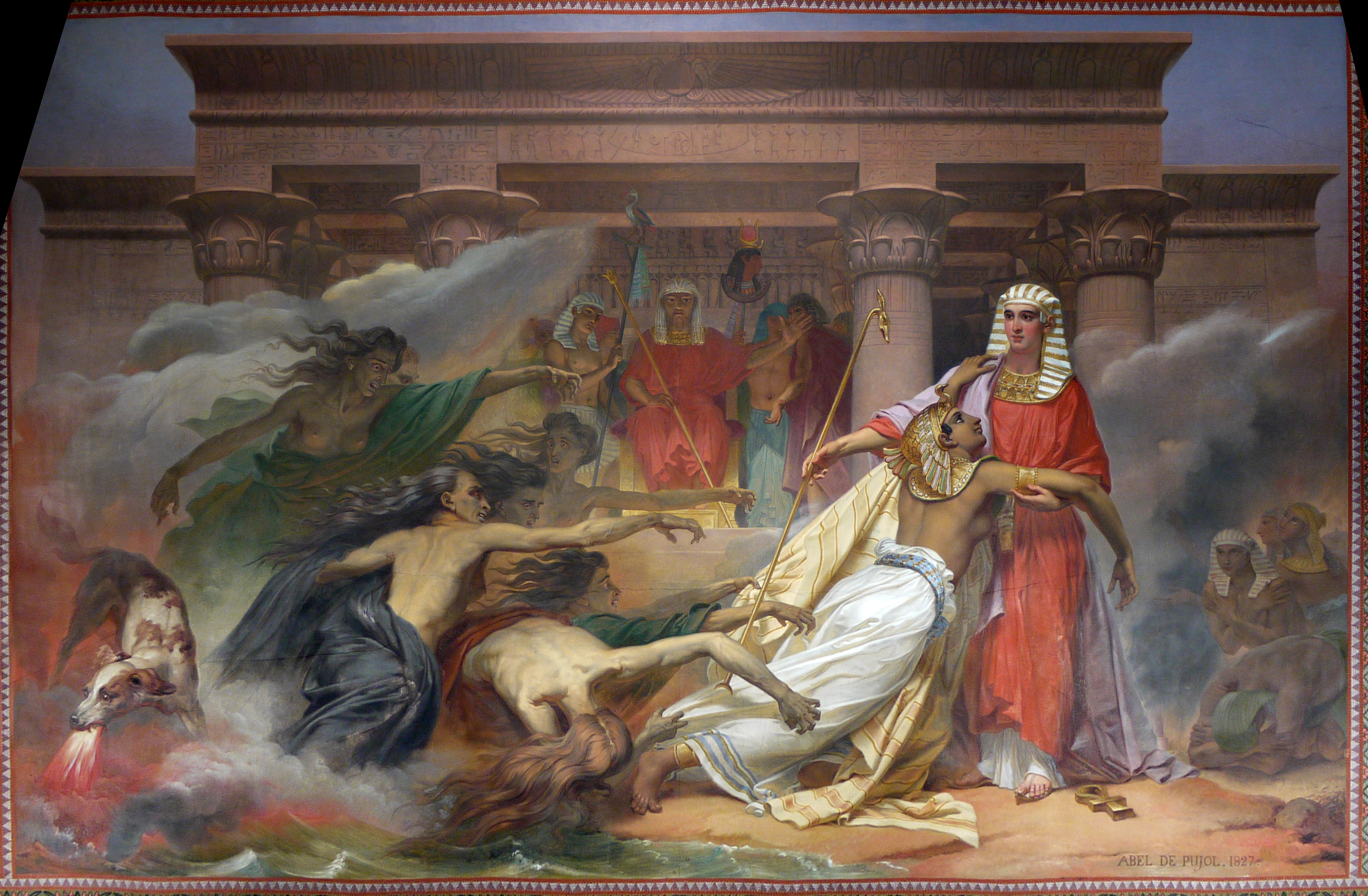
Иосиф спасает Египет. Деталь росписи плафона. 1827. Холст, темпера, масло. Лувр, Париж
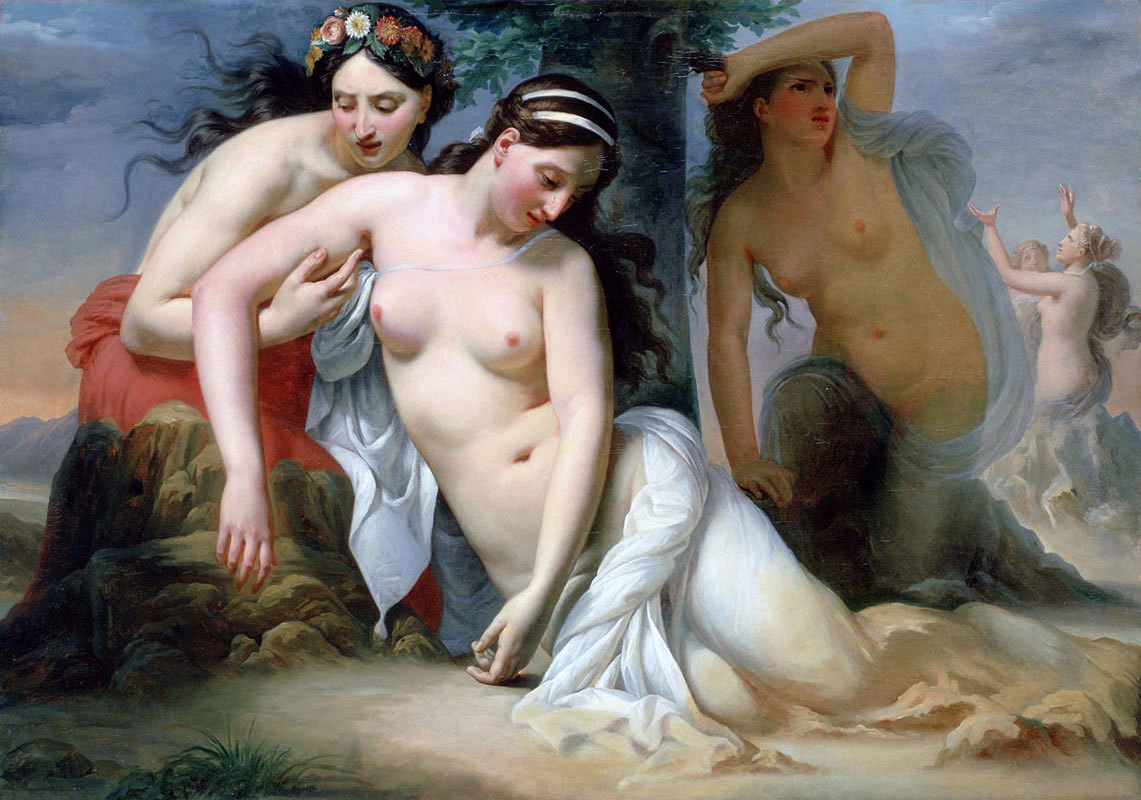
Пропетиды, превратившиеся в камень. 1819. Дерево, масло. Музей августинцев, Тулуза
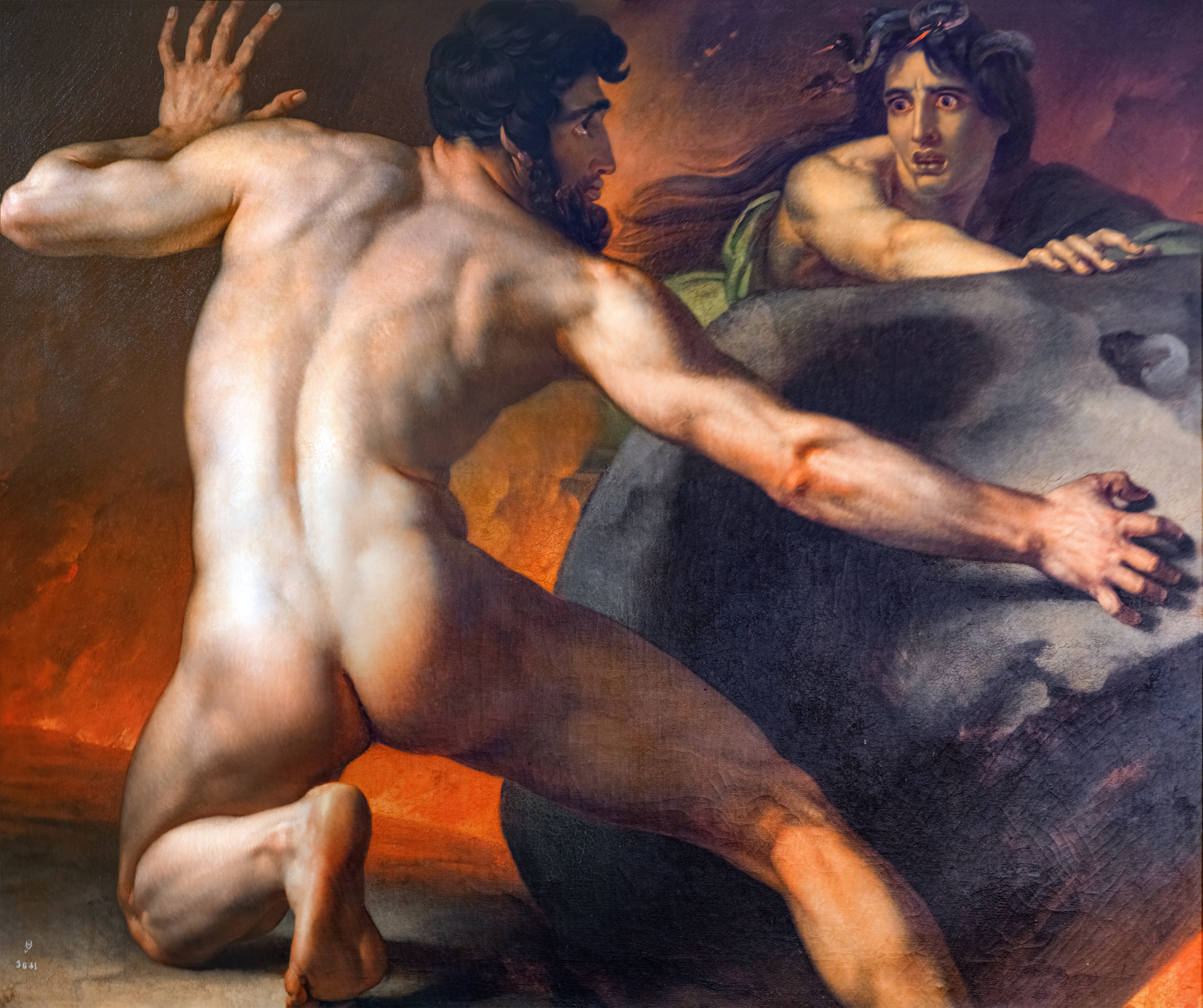
Сизиф, вечно катящий свой камень. Ок. 1819. Холст, масло. Музей Анри-Мартена, Каор
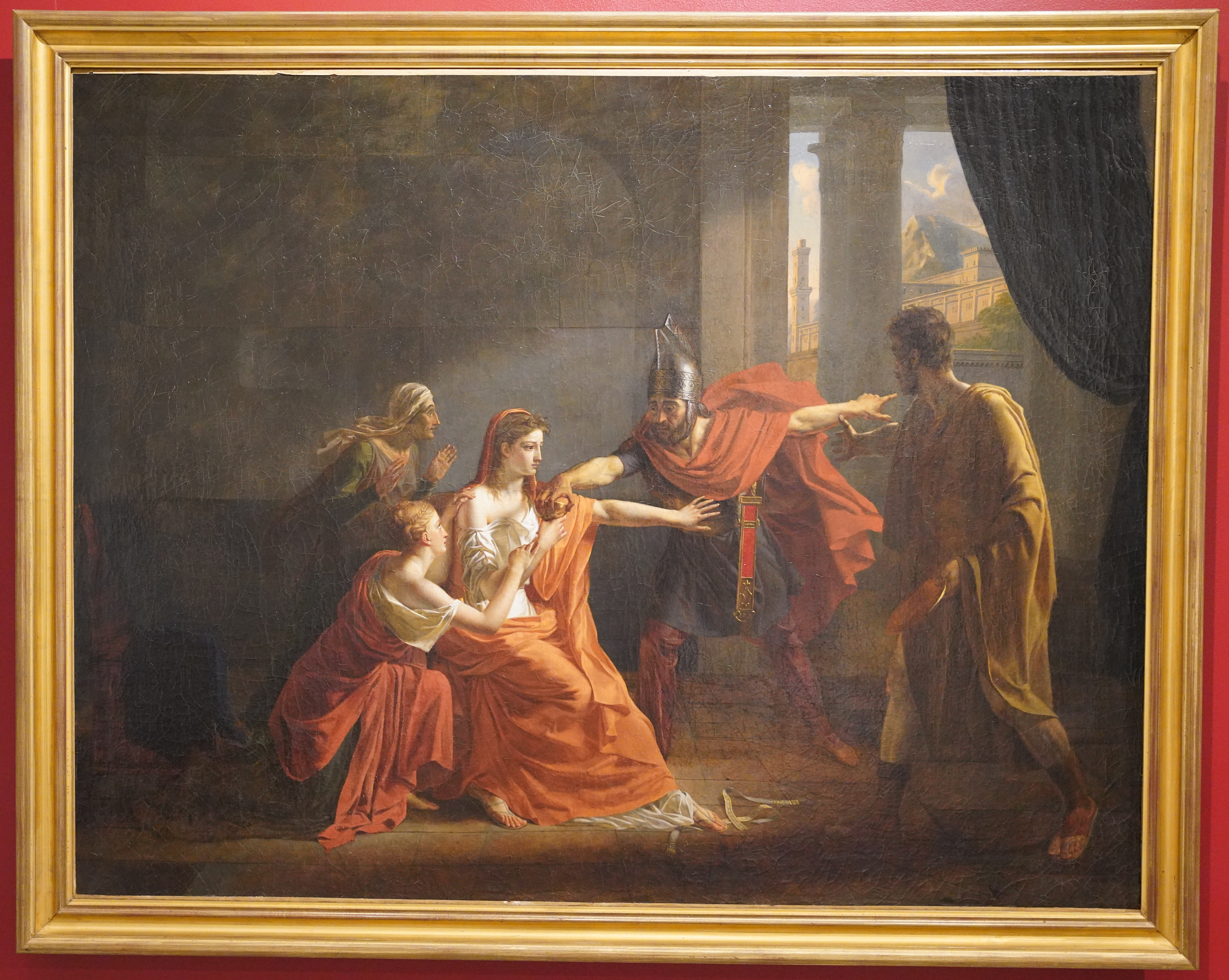
Монима, жена Митридата, принимает яд, посланный ей мужем. Ок. 1808. Холст, масло. Труа, Музей Сен-Лу
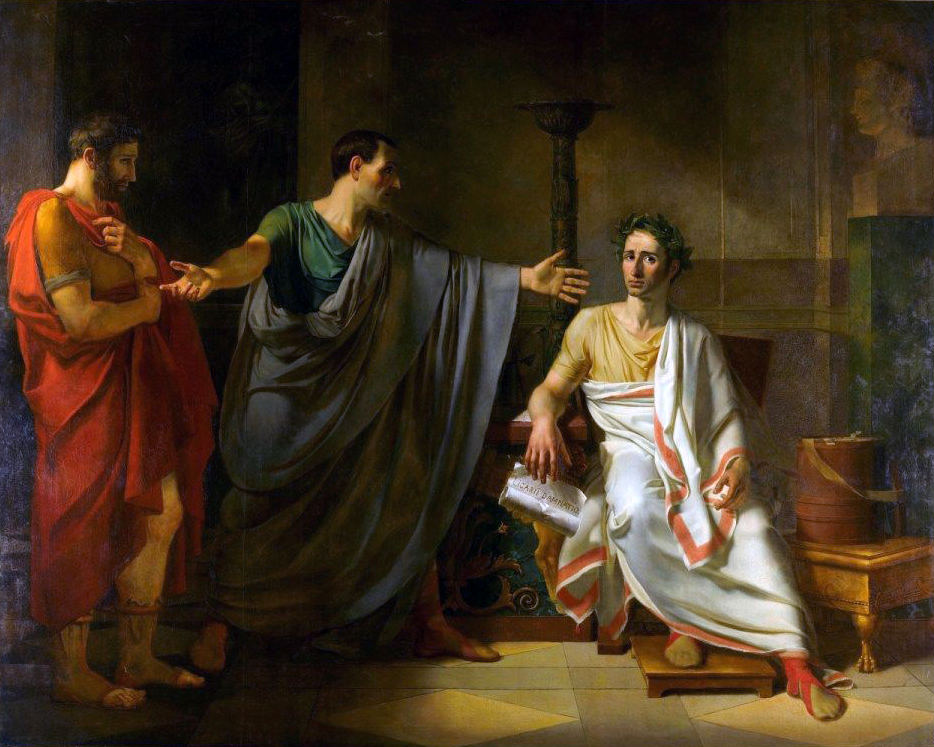
Цицерон защищает Квинта Лигария перед Юлием Цезарем. 1808. Холст, масло. Музей изящных искусств, Валансьен
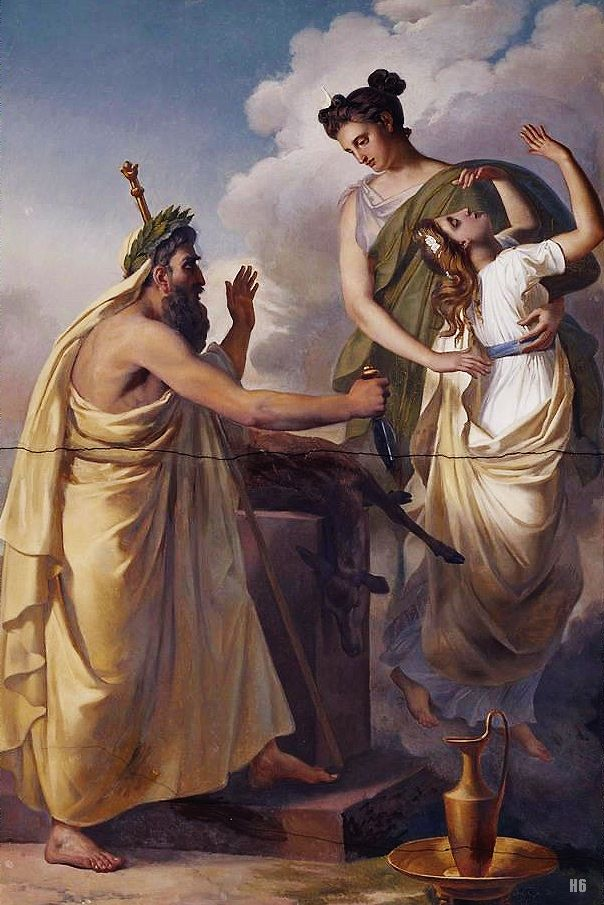
Жертвоприношение Ифигении. Между 1822 и 1825. Дерево, темпера, масло. Фонтенбло
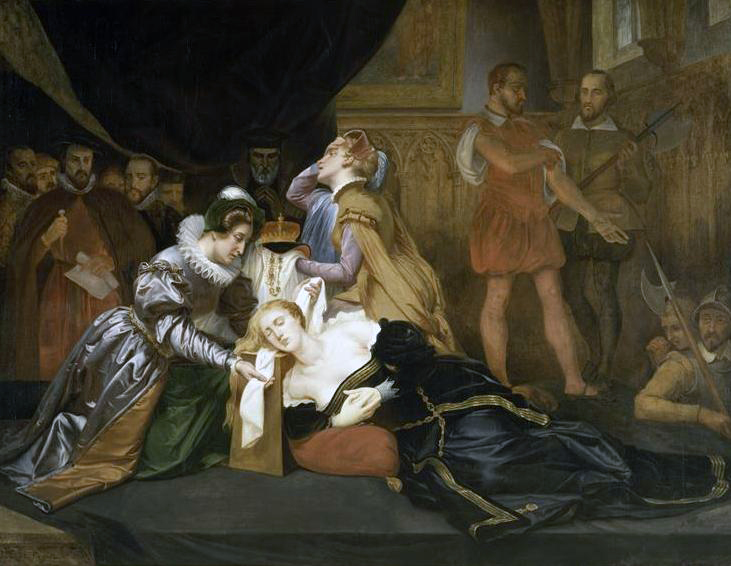
Казнь Марии, королевы Шотландии. Холст, масло. Музей изящных искусств, Валансьен
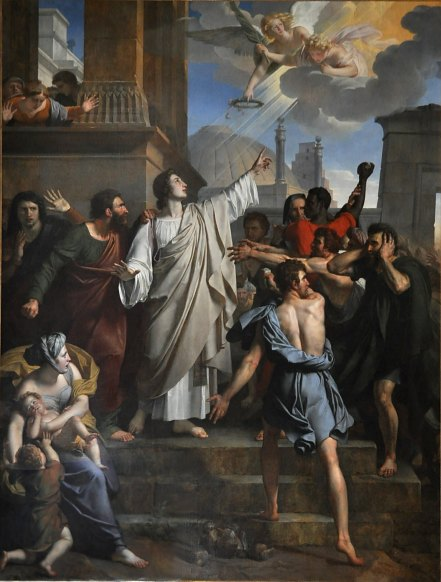
Святой Стефан проповедует Евангелие. 1817. Холст, масло. Церковь Св. Фомы Аквинского, Париж